# Johanna Heldin
Johanna Heldin (Upsala, 29 de agosto de 1994) es una deportista sueca que compite en curling.
Participó en los Juegos Olímpicos de Pekín 2022, obteniendo una medalla de bronce en la prueba femenina.
Ganó una medalla de plata en el Campeonato Mundial de Curling Femenino de 2019, dos medallas de plata en el Campeonato Mundial de Curling Mixto, en los años 2015 y 2016, y cuatro medallas en el Campeonato Europeo de Curling entre los años 2018 y 2024.

## Palmarés internacional
| Juegos Olímpicos         | Juegos Olímpicos      | Juegos Olímpicos  | Juegos Olímpicos |
| Año                      | Lugar                 | Medalla           | Prueba           |
| ------------------------ | --------------------- | ----------------- | ---------------- |
| 2022                     | Pekín (China)         | Medalla de bronce | Equipo           |
| Campeonato Mundial       |                       |                   |                  |
| Año                      | Lugar                 | Medalla           | Prueba           |
| 2019                     | Silkeborg (Dinamarca) | Medalla de plata  | Equipo           |
| Campeonato Mundial Mixto |                       |                   |                  |
| Año                      | Lugar                 | Medalla           | Prueba           |
| 2015                     | Berna (Suiza)         | Medalla de plata  | Mixto            |
| 2016                     | Kazán (Rusia)         | Medalla de plata  | Mixto            |
| Campeonato Europeo       |                       |                   |                  |
| Año                      | Lugar                 | Medalla           | Prueba           |
| 2018                     | Tallin (Estonia)      | Medalla de oro    | Equipo           |
| 2019                     | Helsingborg (Suecia)  | Medalla de oro    | Equipo           |
| 2021                     | Lillehammer (Noruega) | Medalla de plata  | Equipo           |
| 2024                     | Lohja (Finlandia)     | Medalla de plata  | Equipo           |